# Alosa algeriensis
Alosa algeriensis är en fiskart som beskrevs av Regan, 1916. Alosa algeriensis ingår i släktet Alosa och familjen sillfiskar. IUCN kategoriserar arten globalt som otillräckligt studerad. Inga underarter finns listade i Catalogue of Life.